# Monique Boekaerts
Monique Boekaerts (* 1946) ist eine belgische Psychologin und Bildungswissenschaftlerin. Sie war Professorin an der Radboud Universität Nijmegen (1980–1990) und der Universität Leiden (1991–2011). Ihre Arbeitsschwerpunkte sind Selbstregulation, Motivation und Emotion.

## Werdegang
Monique Boekaerts wurde 1946 in Belgien geboren. Bis 1974 studierte sie Psychologie an der University of Reading in Großbritannien. Im Jahr 1978 wurde sie an der Universität Tilburg mit einer Arbeit über eine Theorie des Lernens auf der Grundlage individueller Unterschiede promoviert ("Towards a theory of learning based on individual differences"). Von 1980 bis 1990 war sie Professorin für Pädagogische Psychologie an der Radboud Universität in Nijmegen und ab 1991 Professorin für Kognitive und Instruktionspsychologie an der Universität Leiden. Im Jahr 2011 wurde sie emeritiert.
Boekaerts zählte zu den Gründungsmitgliedern der European Association for Research on Learning and Instruction (EARLI) und war von 1991 bis 2001 deren Präsidentin. 2015 erhielt sie den EARLI Oeuvre Award. Boekaerts war auch Präsidentin der Abteilung für Erziehungs-, Unterrichts- und Schulpsychologie der International Association of Applied Psychology (IAAP, 1998–2002).

## Auszeichnungen
2009 wurde Monique Boekaerts in die Königlich Niederländische Akademie der Wissenschaften aufgenommen. Zudem ist sie Mitglied der International Academy of Education, deren Präsidentin sie von 2006 bis 2012 war. Auf der 12. Internationalen Konferenz über Motivation (2010) erhielt sie den Life Time Award für wissenschaftliche Leistungen in der Motivations- und Emotionsforschung.

## Arbeitsschwerpunkte
Monique Boekaerts' Arbeitsschwerpunkte liegen auf Prozessen von Selbstregulation, Motivation und Emotion beim schulischen und hochschulischen Lernen. Sie hat verschiedene Modelle des selbstregulierten Lernens entwickelt, die dessen Komponenten (Wissen/Fähigkeiten, kognitive Strategien, kognitive Selbstregulierungsstrategien, motivationale Überzeugungen und Theory of Mind, Motivationsstrategien und motivationale Selbstregulierungsstrategien) bzw. Prozesse beschreiben. 
Boekaerts hat 1999 drei Schichten von Selbstregulation definiert, die sich im Ziel oder Gegenstand der Regulation unterscheiden. Die drei Gegenstände sind kognitive oder Informationsverarbeitungsstrategien (reguliert werden also die Lernstrategien für eine Aufgabe), metakognitives Wissen und metakognitive Strategien (reguliert wird der gesamte Lernprozess) und das Selbstkonzept (reguliert werden hier auch Ziele und Ressourcen der Person).
Im Modell des adaptiven Lernens unterscheiden Boekaerts und Niemivirta zwischen zwei Arten von Selbstregulation beim Lernen, einerseits der Erweiterung von Wissen und Fähigkeiten, die das primäre Ziel des Lernens ist, und andererseits der Vermeidung von Beeinträchtigungen des Selbstwertgefühls und des Wohlbefindens, die dann wichtig wird, wenn der Kompetenzerwerb nicht gelingt.
Mit ihrer Forschung zum selbstregulierten Lernen und zur Motivation hat Monique Boekaerts auch großen praktischen iInfluss gehabt, etwa bei der Entwicklung von Interventionsprogrammen zur Schulung von Selbstregulation.

## Veröffentlichungen

### Bücher
- Monique Boekaerts, Paul R. Pintrich, Moshe Zeidner (Hrsg.): Handbook of self-regulation. Academic Press, San Diego 2000, ISBN 0-12-109890-7.
- Monique Boekaerts: Motivation to Learn: Education Practices, Series 10. International Academy of Education. http://www.ibe.unesco.org, 2002

### Zeitschriftenartikel und Buchbeiträge
- M. Boekaerts, L. Corno: Self‐regulation in the classroom: A perspective on assessment and intervention. In: Applied Psychology. Band 54, Nr. 2, 2005, S. 199–231.
- M. Boekaerts: Self-regulated learning: Where we are today. In: International Journal of Educational Research. Band 31, Nr. 6, 1999, S. 445–457.
- M. Boekaerts: Self-regulated learning: A new concept embraced by researchers, policy makers, educators, teachers, and students. In: Learning and Instruction. Band 7, Nr. 2, 1997, S. 161–186.
- M. Boekaerts, E. Cascallar: How far have we moved toward the integration of theory and practice in self-regulation? In: Educational Rsychology Review. Band 18, 2006, S. 199–210.
- M. Boekaerts: Self-regulated learning: A new concept embraced by researchers, policy makers, educators, teachers, and students. In: Learning and Instruction. Band 7, Nr. 2, 1997, S. 161–186.
- M. Boekaerts: Self-regulated learning at the junction of cognition and motivation. In: European Psychologist. Band 1, Nr. 2, 1996, S. 100–112.
- M. Boekaerts, M. Niemivirta: Self-regulated learning: Finding a balance between learning goals and ego-protective goals. In: M. Boekaerts, P. R. Pintrich, M. Zeidner (Hrsg.): Handbook of self-regulation. Academic Press, San Diego 2000, ISBN 0-12-109890-7, S. 417–450.
- M. Zeidner, M. Boekaerts, P. R. Pintrich: Self-regulation: Directions and challenges for future research. In: M. Boekaerts, P. R. Pintrich, M. Zeidner (Hrsg.): Handbook of self-regulation. Academic Press, San Diego 2000, ISBN 0-12-109890-7, S. 749–768.